# Węzie Skały (Dolina Brzoskwini)
Węzie Skały – grupa skał w lewych zboczach Doliny Brzoskwinki, w miejscowości Brzoskwinia, w województwie małopolskim, w powiecie krakowskim, w gminie Zabierzów. Pod względem geograficznym znajdują się na Garbie Tenczyńskim (część Wyżyny Krakowsko-Częstochowskiej) w obrębie Tenczyńskiego Parku Krajobrazowego.
Węzie Skały zbudowane są z wapieni pochodzących z jury późnej. Znajdują się w lesie na południowo-wschodnim końcu zabudowanego obszaru wsi Brzoskwinia, u podnóży Popówki, tuż przy korycie potoku Brzoskwinka. Przy skałach znajduje się ujęcie wody. W ich pobliże dochodzi wąska droga asfaltowa. Skały mają wysokość do 12 m, ściany połogie, pionowe lub przewieszone z filarami. Większe z nich są obiektem wspinaczki skalnej. Są to skały:

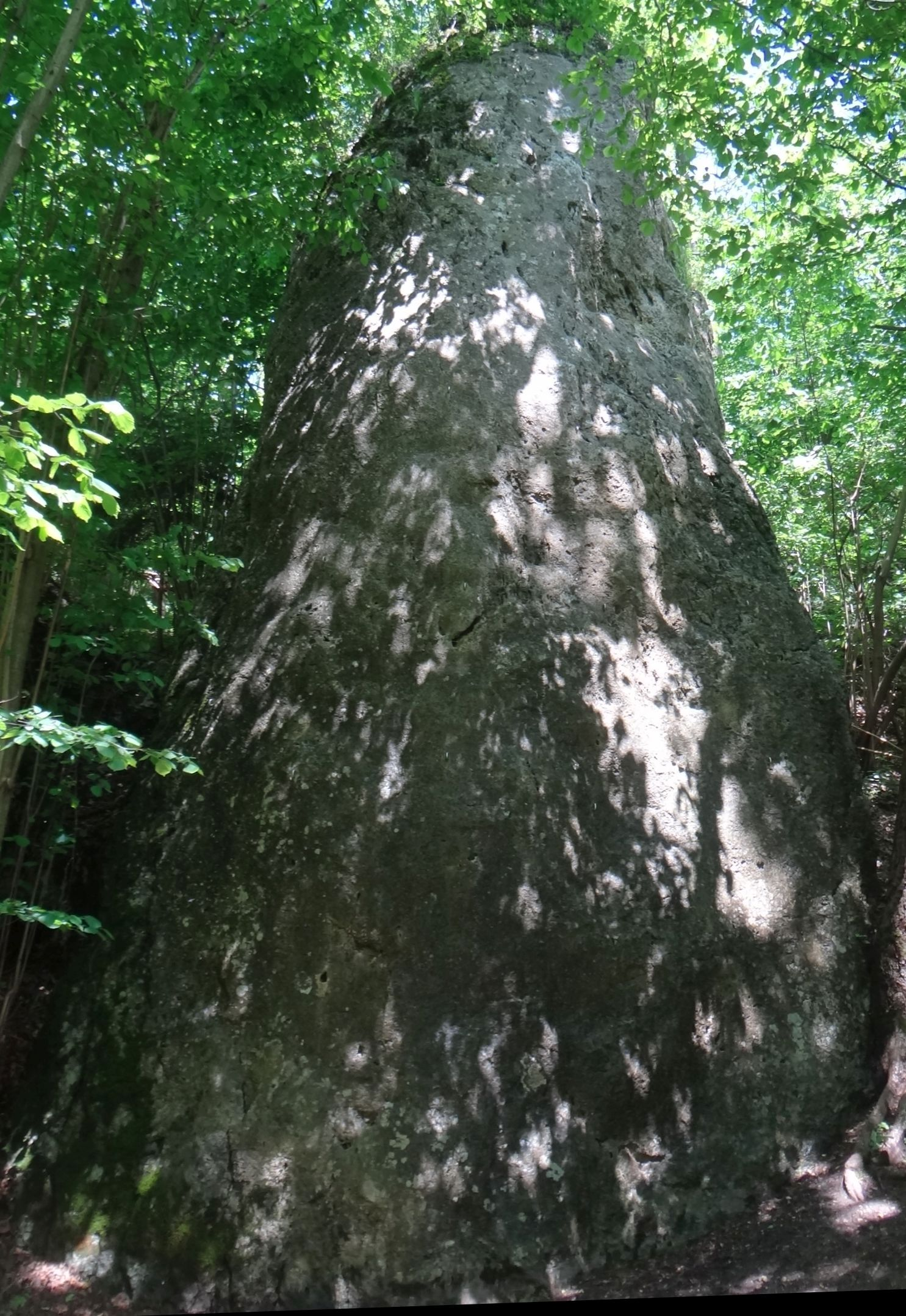
Menhir
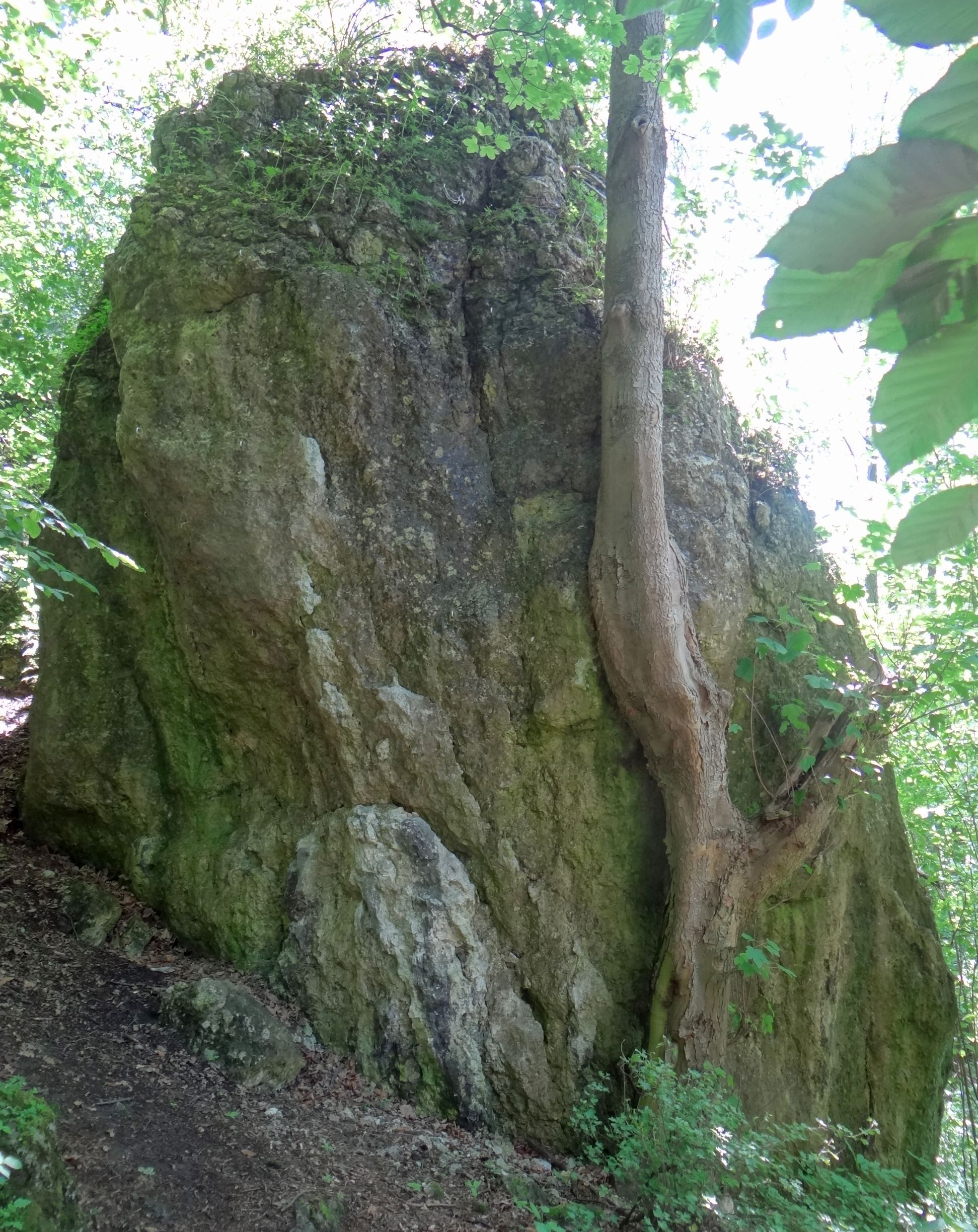
Leszczynowa Skała
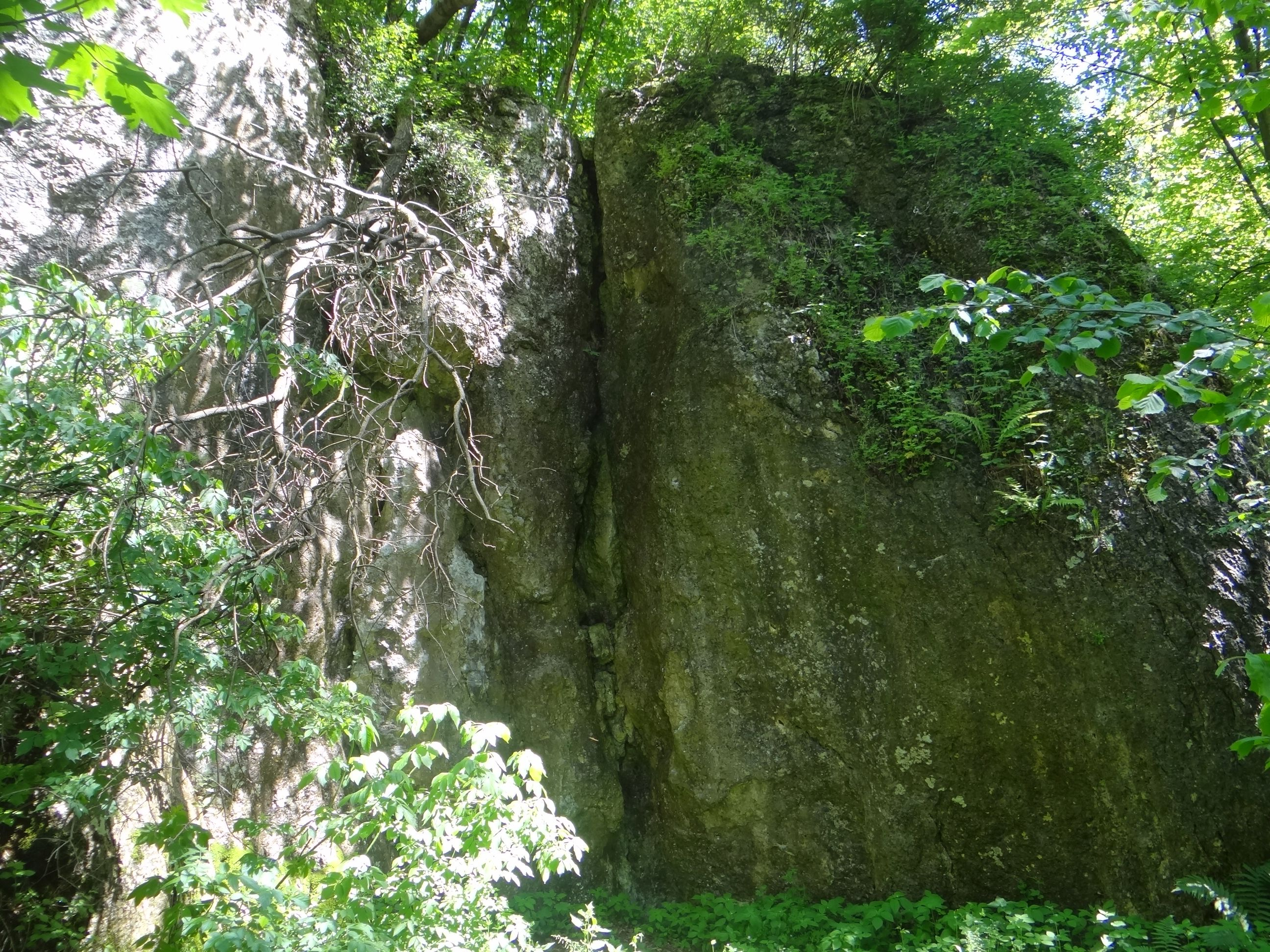
Drzewna Skała
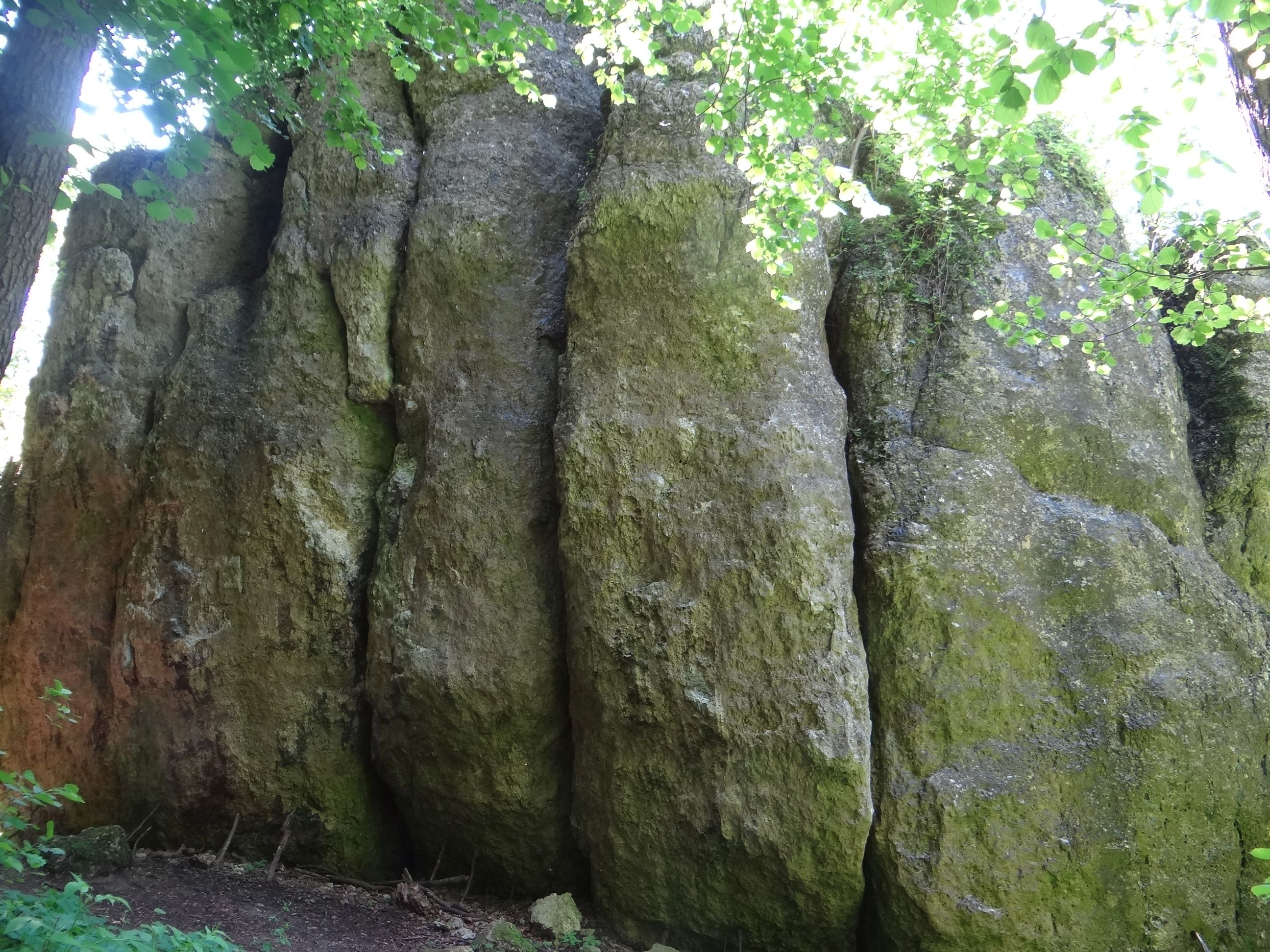
Węzia Skała

- Menhir
- Drzewna Skała
- Leszczynowa Skała
- Węzia Skała